# Gilles Le Baud
Pour les articles homonymes, voir Le Baud.
Vous pouvez aider à l'améliorer ou bien discuter des problèmes sur sa page de discussion.
- Il ne cite pas suffisamment ses sources. Vous pouvez indiquer les passages à sourcer avec {{référence nécessaire}} ou {{Référence souhaitée}}, et inclure les références utiles en les liant aux notes de bas de page. (Marqué depuis novembre 2016)
- Sa forme n’est pas encyclopédique et ressemble trop à un curriculum vitæ. Modifiez le texte pour aider à le transformer en article neutre. (Marqué depuis novembre 2016)

- Archive Wikiwix
- Bing
- Cairn
- DuckDuckGo
- E. Universalis
- Gallica
- Google
- G. Books
- G. News
- G. Scholar
- Persée
- Qwant
- (zh) Baidu
- (ru) Yandex
- (wd) trouver des œuvres sur Wikidata

Gilles Le Baud, né le 16 août 1948 à Paris, est un ancien navigateur devenu chef d’entreprise. Double vainqueur de la course de l'Aurore (devenue course du Figaro en 1980) en 1973 et 1978, il renoue avec la course au large en tant que doyen de l'édition 2013 de la solitaire.

## Biographie
Gilles Le Baud fait ses études au lycée Louis-le-Grand à Paris.
Il connait une carrière sportive, ponctuée de deux victoires dans la Course en solitaire de l'Aurore, lors de la troisième édition de 1973, sa première participation à cette course et au cours de laquelle il remporte les trois étapes, et en 1978. En 1979, avec la  Société nautique de La Trinité-sur-Mer, il propose au quotidien Ouest-France de s'associer pour la creation d'une épreuve disputée week-end de Pâques, devenue le  Spi Ouest France.
En parallèle, il effectue son service militaire à l’École nationale de voile. Il intègre une école supérieure de commerce et complète ses études avec le HEC Executive MBA en 1986.

## Vie sportive
- 1965 : 1er championnat muscadet (dériveur)
- 1968 : 2e Cowes-Dinard classe V avec un équipage de 20 ans de moyenne d’âge.
- 1969 : 3e championnat du RORC. Champion de France de course au large.
- 1973 : vainqueur des trois étapes, du classement général au temps et du classement par point de la Course en solitaire de l'Aurore (devenue Solitaire du Figaro en 1980)[2].
- 1974 : vainqueur toutes classes de Cowes-Dinard
- 1974-1975 : Double champion de France croiseur côtier à bord du Kelt 6,2 m.
- 1976 Champion de France croiseurs légers sur Quarter Tonner Araok Atao.
- 1977 : 11e course en solitaire de l'Aurore.
- 1978 : Vainqueur course en solitaire de l'Aurore au classement général et au classement par points[3]. Vainqueur du Neptune d’argent.
- 1979 : Co-créateur du Spi Ouest France[4].

Il obtient diverses victoires : Course croisière de l’Edhec, Obelix trophy, entrainement d’hiver La Trinité, spi Ouest-France.
En 2013, 40 ans après sa première participation et après 35 ans d’arrêt de la course au large, devient à 65 ans le doyen historique de la Solitaire du Figaro,.

## Vie professionnelle
Après sa victoire dans la Solitaire de 1973, Gilles Le Baud se voit proposer un budget pour une Transat l’année suivante mais décide, à 25 ans, de se consacrer entièrement au lancement du chantier Kelt Marine à Vannes. Durant la période de 1974-1986, le chantier construit 1 500 Kelt 6,20 m et 2 500 voiliers habitables. Il reçoit le prix du « bateau de l’année » avec le Kelt 7,6 m en 1980 et avec le Kelt 8,50 m en 1984. Il crée également le chantier Keltic Marine, leader français de la construction d’Optimists. Il occupe le poste de président du syndicat des constructeurs de bateaux affilié à la Fédération des industries nautiques et vice-président de l’Icomia (International Council of Marine Industry Association).
De 1987 à 1994, il est dirigeant de sociétés électroniques à Paris (protection de sites sensibles).
Repreneur de la société Cartor Security Printing, imprimeur de timbres-poste, il dirige celle-ci de 1995 à 2008.
Écriture d’un récit Je ne danse que sur les vagues », de la course de l’Aurore à la Solitaire du Figaro.

## Vie privée
Gilles Le Baud est marié depuis 1979 avec Marie-José Gelamur, psychanalyste. Le couple a quatre enfants.